# Štefan Mašlonka
Štefan Mašlonka (4. února 1920, Smižany u Spišské Nové Vsi – 30. října 2000 Bratislava) byl slovenský sportovní novinář a rozhlasový reportér.

## Život
Vystudoval gymnázium a po maturitě se přestěhoval do Bratislavy. Jako devatenáctiletý se nejprve uplatnil na ministerstvu financí, potom ve Slovenské ústřední sportovní radě a záhy se začal věnovat žurnalistice v časopisu Slovák. Stal se rozhlasovým reportérem (od r. 1940), pracoval také v Československé tiskové kanceláři (šéf slovenské sportovní redakce), týdeníku Šport nebo časopisu Štart, jehož byl po roce 1969 šéfredaktorem.
S jeho hlasem měli českoslovenští rozhlasoví posluchači spojené např. vítězství československých hokejistů na mistrovství světa v ledním hokeji 1947 nebo doběh Emila Zátopka pro zlatou olympijskou medaili. Celkem sedmkrát se jako novinář zúčastnil olympijských her. Na Zimních olympijských hrách 1976 byl vedoucím tiskového střediska pro severské lyžování.
V roce 1950 se stal prostředkem komunistické manipulace, která vedla k svévolné neúčasti Československa na mistrovství světa v ledním hokeji. Ve výpravě rozhlasových reportérů byl na poslední chvíli nahrazen Otakarem Procházkou, aby se mohli funkcionáři vymluvit na neudělení víza pro reportéra. S komunistickým režimem měl sám potíže, poté, co odmítl v 60. letech vstoupit do komunistické strany, musel odejít z Československé tiskové kanceláře. Odtajněný dokument CIA z roku 1951 dokonce uvádí, že byl vězněm v táboře nucených prací v Jáchymově.
18. listopadu 1956 komentoval s Rado Siváčkem i první slovenský sportovní přímý televizní přenos z ligového derby bratislavských fotbalových klubů Slovan a Červená hviezda.
Dlouhá léta působil jako tajemník Klubu slovenských sportovních novinářů. Klub jeho jménem nazval svou cenu udělovanou za nejlepší služby pro tisk a média na sportovních akcích na Slovensku, kterou uděluje od konce 90. let 20. století.
Byl dlouholetým členem mezinárodního kruhu sportovních novinářů, kteří se věnovali informování o severském lyžování, zvaného Forum Nordicum. V roce 1993 byl na zasedání Fora Nordica vyznamenán Novinářskou cenou Mezinárodní lyžařské federace FIS. V roce 1997 byl vyznamenán Cenou fair play MUDr. Ivana Chodáka. 15. dubna 2000 byl jmenován jako čtvrtý v pořadí čestným členem Slovenského olympijského výboru.
Zemřel v ružinovské nemocnici v Bratislavě ve věku 80 let.

## Dílo a ohlas
Po boku zakladatele české sportovní rozhlasové reportáže, legendárního Josefa Laufera, byl průkopníkem její slovenské obdoby. Už v únoru 1947 po mistrovství světa v ledním hokeji o něm deník Práce psal, že Laufera, jehož hlášení se stávala stereotypními, předčí, a Lidová demokracie popisovala jeho popularitu a fakt, že se stal významným prostředníkem sblížení Čechů a Slováků.
Jak výkon hokejistů, tak právě Mašlonkův komentátorský výkon inspirovaly i Martina Friče a Františka Vlčka při psaní scénáře k filmu Polibek ze stadionu, jehož pracovní název byl Zavinil to Mašlonka?. Mašlonka ve filmu sám účinkuje a představuje sám sebe, stejně jako o dva roky později ve filmu pro děti Kouzelný míč režiséra Karla Barocha.
Napsal několik knih o sportu, jako první po mistrovství světa v ledním hokeji 1947, na němž se tak proslavil. Se spoluautorem Otakarem Procházkou ji nazvali Oknem rozhlasové kabiny. Později vyšel sborník o přípravách mistrovství světa ve Vysokých Tatrách v roce 1970 nazvaný Majstrovstvá sveta v lyžování 1970 v severských disciplínách : Vysoké Tatry-Československo (s kolektivem autorů, Praha, Rapid, 1967), kniha o Zimních olympijských hrách Grenoble 68 (Bratislava, Šport, 1968) nebo podrobná Zlatá kniha futbalu na Slovensku (1988).